# Palauet d'Aiora
El palauet d'Ayora i el seu jardí anomenat Jardí d'Ayora, és un conjunt arquitectònic situat entre el carrer dels Sants Just i Pastor i el carrer de Jeroni de Monsoriu, al barri d'Ayora, i fitant amb el barri d'Algirós, a la ciutat de València. Avui dia el jardí és un parc públic i el palauet una escola infantil. A la vora oriental hi ha l'estació subterrània de metro d'Ayora. Damunt d'aquesta estació hi ha una zona enjardinada que també es considera part del jardí d'Ayora.

## Introducció
El palauet i els seus jardins foren construïts el 1900 per encàrrec del comerciant José Ayora, qui es dedicava al negoci del petroli a València. Reberen aleshores el nom del seu mestre, i així se'n pot anomenar, com ho fa l'Ajuntament, Jardí d'Ayora. Seria aquest jardí el que donaria nom al barri, que fou erroneament valencianitzat com a «Aiora», i en conseqüència, també és el jardí «(del barri) d'Ayora». Ambdós noms no són correctes, perqué tot es anomena així per el cognom del seu propietari original D. José de Ayora y no per el poble de Aiora doncs. El palau i el jardí varen ser realitzats al segle xix en estil eclèctic. És un conjunt format per dos elements substancials: el jardí pròpiament dit de 17.000 metres quadrats, amb abundant vegetació, envoltat d'un vall i amb arbrat frondós, i el palauet o pavelló, a l'extrem nord del jardí, també envoltat i on destaca un pati de jocs i flora variada. Amb l'afegit dels jardins de l'estació de metro, arriben als 48.300 de metres quadrats. El 1985, l'Ajuntament de València s'encarregà de condicionar l'espai al voltant del palauet.
Les lluites veïnals i feministes al final del franquisme, als anys 70, encapçalades principalment per l'Associació de Cabezas de Familia del Districte Marítim, del Centre d'Extensió Medico-Social i del Moviment Democràtic de Dones, reivindicaren que el jardí fora un espai verd públic i que l'edifici es convertira en una escoleta infantil i un centre de salut infantil. Així, el jardí ha estat obert al veïnat des de llavors i l'edifici allotjà una escoleta infantil que formà part del Patronat d'Escoles Infantils de València, fins que la llavors regidora d'Educació, Maria Dolores Garcia Broch, la privatitzà l'any 1993 durant el primer govern de Rita Barberá. Tancà com a escoleta infantil privada l'any 2010 per un canvi de normativa i, finalment, tornà a reobrir com a Espai Sociocultural Palauet d'Aiora i com a seu de la Universitat Popular de València.

## El palauet

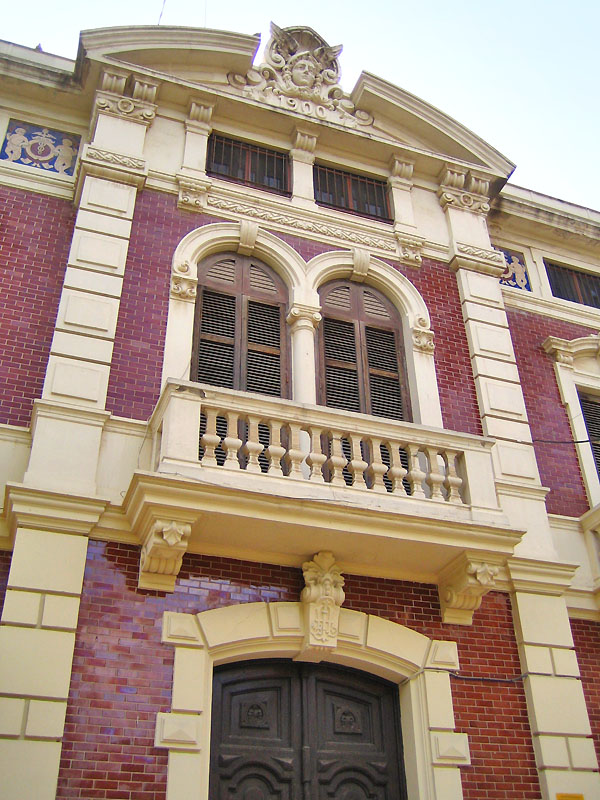
Façana oriental del palauet

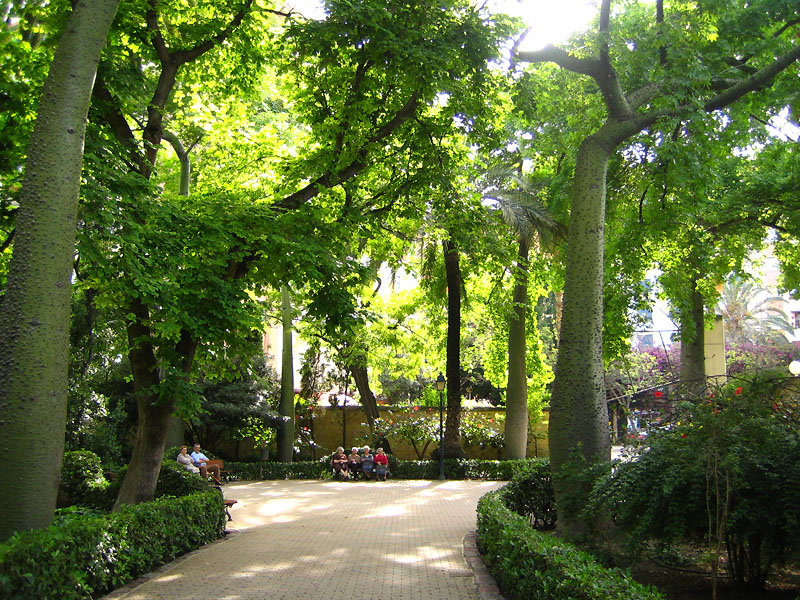
Jardí d'Aiora

L'edifici se situa sobre una elevació del terreny, i té una planta baixa i dues d'altes, una torreta central de planta quadrada, amb quatre angles axamfranats, alternats d'amples i estrets, i una rematada d'acord amb l'estil general, més la inscripció «1900» al davant, i l'emblema de Mercuri.
L'edifici té, a joc amb l'estil de la seua època, un marcat caràcter protomodernista, amb records classicistes i un joc de materials en murs, buits i cantoneres que li donen certa policromia, per la rajola roja, i una alegria general a joc amb el seu emplaçament.
L'interior en la planta noble té una decoració carregada: sostres amb relleu daurat i policromat que tenen per centre plafons en relleu, així com policromia i ors. Entrant a l'esquerra, a més del molt ressaltat plafó central i envoltant-lo tot amb un ampli emmarcament de motlures i cassetons, destaquen dues pintures, pel que sembla d'oli, amb figures al·legòriques femenines, querubins alats i motius vegetals amb un gust molt finisecular i d'excel·lent escola pictòrica.
A l'interior hi ha algunes parts singulars, com nínxols coberts amb petxines, balconades orlades de fins acabaments i l'escala interior, molt noble, de desenvolupament senyorial, amb balustres de secció quadrada.
A la planta superior, destaca la coberta, amb gruixudes bigues a la vista que, radialment i amb notable declivi, van, del cos que suporta la torre, al perímetre de l'edifici.

## El jardí
El jardí d'Ayora representa, junt amb el jardí de Montfort, un dels millors exemples de jardí monumental burgès a la ciutat de València. Amb un estil típic de l'època, fa joc de fonts, escultures i diverses plantes, flors i arbres, alguns de mides impressionants. Té un total de 17.000 metres quadrats, de planta quadrada i és tancat als quatre costats amb portes d'entrada d'un estil marcadament modernista.